# Hyperolius sankuruensis
Espèce
Statut de conservation UICN

 DD  : Données insuffisantes
Hyperolius sankuruensis est une espèce d'amphibiens de la famille des Hyperoliidae.

## Répartition
Cette espèce est endémique de la République démocratique du Congo. Elle se rencontre près de Lodja dans la province de Sankuru,.

## Étymologie
Son nom d'espèce, composé de sankuru et du suffixe latin -ensis, « qui vit dans, qui habite », lui a été donné en référence au lieu de sa découverte, la province de Sankuru.

## Publication originale
- Laurent, 1979 : Description de deux Hyperolius nouveaux du Sankuru (Zaïre) (Amphibia, Hyperoliidae). Revue de Zoologie et de Botanique Africaines, vol. 93, p. 779-791.